# Bacidina contecta
Bacidina contecta är en lavart som beskrevs av S. Ekman & T. Sprib. Bacidina contecta ingår i släktet Bacidina och familjen Ramalinaceae.   Inga underarter finns listade i Catalogue of Life.